# Gröngöl
Gröngöl är en sjö i Uppvidinge kommun i Småland och ingår i Alsteråns huvudavrinningsområde. Sjön har en area på 0,123 kvadratkilometer och ligger 231 meter över havet.

## Delavrinningsområde
Gröngöl ingår i det delavrinningsområde (631542-148792) som SMHI kallar för Ovan Lillån. Medelhöjden är 213 meter över havet och ytan är 84,82 kvadratkilometer. Räknas de 13 avrinningsområdena uppströms in blir den ackumulerade arean 304,67 kvadratkilometer. Avrinningsområdets utflöde Alsterån mynnar i havet. Avrinningsområdet består mestadels av skog (87 procent). Avrinningsområdet har 0,24 kvadratkilometer vattenytor vilket ger det en sjöprocent på 0,3 procent. Bebyggelsen i området täcker en yta av 0,53 kvadratkilometer eller 1 procent av avrinningsområdet.